# Черногорлая завирушка
Черногорлая завирушка (лат. Prunella atrogularis) — вид певчих воробьиных птиц из семейства завирушковых (Prunellidae). Распространены в районе гор Средней и Центральной Азии, Северного и Среднего Урала. К западу от Урала встречается в бассейне Печоры. Моногамный вид.
Черногорлая завирушка строит гнёзда невысоко на хвойных деревьях, откладывая 3—5 голубых яиц. Высиживает самка, птенцов кормят оба родителя. У новорождённых птенцов оранжево-розовая кожа и тёмно-серый пух, ротовая полость красная, два тёмных пятна располагаются на основании языка, одно — на кончике, клювные валики розоватые или желтоватые.
Птица достигает размера 14—17 см в длину, размах крыльев 21—24 см, масса 17—22 грамма. Весной верх головы, кроющие уха и шея приобретает тёмно-бурый окрас. На голове выделяется бело-охристая «бровь» и «усы». В остальном окраска похожа на окраску сибирской завирушки, спинка коричнево-бурая. Самец и самка очень похожи, у самца на голове и груди в среднем больше чёрного цвета. В году только одна полная послегнездовая линька. В свежем пере осенью и зимой на голове заметны светлые каёмки, поэтому горловое пятно крапчатое и хуже заметно, кроющие уха и шапочка более светлые. К весне светлые каёмки обнашиваются, и все тёмные части головы выглядят почти чёрными. В свежем пере имеют также более тёмный низ тела, на груди тёмные пятна менее заметны.
В Свердловской области вид зарегистрирован в заповеднике «Денежкин Камень». Пролётных птиц отлавливали в окрестностях города Верхняя Салда.